# Franz Schlegl
Franz Schlegl (* 29. März 1908 in Stockerau; † 7. Dezember 1969 in St. Pölten) war ein österreichischer Politiker (ÖVP) und Gemeindebeamter. Schlegl war von 1959 bis 1969 Abgeordneter zum Landtag von Niederösterreich.
Schlegl trat 1934 in den Gemeindedienst und wurde 1938 verhaftet. Er versah zwischen 1938 und 1945 während des Zweiten Weltkriegs Militärdienst und wurde 1948 Bezirksobmann des ÖAAB. Er war zwischen 1950 und 1969 Gemeinderat in St. Pölten und vertrat die ÖVP zwischen dem 4. Juni 1959 und dem 20. November 1969 im Niederösterreichischen Landtag. 